# Thanh gươm diệt quỷ
Thanh gươm diệt quỷ (鬼滅の刃 (Diệt Quỷ Chi Kiếm) Kimetsu no Yaiba, Lưỡi Gươm Diệt Quỷ) là một bộ manga Nhật Bản do Gotōge Koyoharu sáng tác và minh hoạ. Truyện kể về hành trình trở thành kiếm sĩ diệt quỷ của thiếu niên Kamado Tanjirō sau khi gia đình cậu bị quỷ sát hại và em gái Nezuko của cậu bị biến thành quỷ. Bộ truyện được đăng dài kỳ trên tạp chí manga dành cho thanh thiếu niên Weekly Shōnen Jump của nhà xuất bản Shūeisha từ tháng 2 năm 2016 đến tháng 5 năm 2020, sau đó các chương truyện được tổng hợp thành 23 cuốn tankōbon. Tác phẩm được dịch sang tiếng Anh và phát hành bởi Viz Media, sau đó được Shūeisha đăng tải lên nền tảng đọc truyện trực tuyến Manga Plus của họ.
Mùa 1 của loạt anime dài 26 tập chuyển thể từ bộ truyện do Ufotable sản xuất được phát sóng tại Nhật Bản từ tháng 4 đến tháng 9 năm 2019. Nối tiếp loạt phim truyền hình, phim điện ảnh Thanh gươm diệt quỷ: Chuyến tàu vô tận ra mắt vào tháng 10 năm 2020 đã trở thành phim điện ảnh 2020 có doanh thu cao nhất, đồng thời cũng là phim điện ảnh anime nói riêng và phim điện ảnh Nhật Bản nói chung có doanh thu cao nhất mọi thời đại. Mùa 2 của loạt phim, trong đó có tiểu phần "Chuyến tàu vô tận" gồm bảy tập và "Kỹ viện trấn" gồm 11 tập, được phát sóng từ tháng 10 năm 2021 đến tháng 2 năm 2022. Ufotable đã xác nhận thực hiện mùa thứ ba cho loạt phim, với nội dung xoay quanh tiểu phần "Làng thợ rèn" của bộ truyện, phần "Huấn luyện trụ cột" được phát hành vào tháng 2 năm 2024. Mùa thứ tư được phát sóng vào tháng 5 năm 2024. Phần tiếp theo là ba phần phim điện ảnh đã được công bố sau khi kết thúc mùa thứ tư.
Tính đến tháng 2 năm 2021, bộ truyện đã bán ra hơn 150 triệu bản trên toàn thế giới (bao gồm cả định dạng kỹ thuật số), qua đó trở thành loạt manga bán chạy thứ 9 mọi thời đại. Cả manga và loạt phim anime chuyển thể từ bộ truyện đều nhận được sự khen ngợi của giới phê bình, trong đó loạt phim đã mang về nhiều giải thưởng và được tôn vinh là một trong những anime hay nhất thập niên 2010. Năm 2020, thương hiệu Thanh gươm diệt quỷ đã cán mốc doanh thu hàng năm ước tính lên tới 1 nghìn tỷ yên Nhật (tương đương 8,75 tỷ đô la Mỹ), qua đó trở thành một trong những thương hiệu truyền thông có doanh thu cao nhất mọi thời đại.

## Nội dung

### Bối cảnh
Bộ truyện lấy bối cảnh Nhật Bản thời kỳ Đại Chính, là nơi mà một tổ chức bí mật có tên Quân Đoàn Diệt Quỷ đã thầm lặng chiến đấu chống lại loài quỷ suốt hàng trăm năm qua. Loài quỷ này vốn từng là con người nhưng đã được Muzan cho máu để hoá quỷ; chúng ăn thịt người và sở hữu những năng lực siêu nhiên, trong đó có khả năng tái sinh và "Huyết Quỷ Thuật", thứ dị năng mà những con quỷ bậc cao đạt được. Vì loài quỷ có khả năng tái sinh nên chỉ có một số phương pháp để tiêu diệt chúng, trong đó có việc lấy đầu lũ quỷ bằng những vũ khí được chế tạo từ loại quặng có thể hấp thu ánh nắng, hoặc tiêm cho chúng chất độc chiết xuất từ hoa tử đằng, hoặc cho chúng tiếp xúc trực tiếp với ánh sáng mặt trời. Mặt khác, các kiếm sĩ diệt quỷ hoàn toàn là người trần mắt thịt, tuy nhiên họ sở hữu các kỹ thuật hô hấp đặc biệt gọi là "Hơi Thở", giúp họ nâng sức mạnh của mình lên mức siêu phàm và tăng cường khả năng đối kháng trước loài quỷ.

### Cốt truyện
Kamado Tanjirō là một cậu bé tốt bụng, thông minh sống cùng gia đình mình trên núi. Cậu trở thành trụ cột gia đình sau khi cha cậu qua đời, thường phải đi một quãng đường xa đến ngôi làng gần nhất để bán than củi. Mọi chuyện hoàn toàn thay đổi khi một ngày cậu trở về nhà và phát hiện ra cả gia đình mình đã bị một con quỷ tàn sát, chỉ còn em gái cậu, Nezuko là sống sót, tuy nhiên cô đã biến thành quỷ. Dẫu vậy, Nezuko vẫn cho thấy những dấu hiệu của cảm xúc và suy nghĩ con người. Sau cuộc chạm trán với Tanjirō, Tomioka Giyū – một thợ săn quỷ, đã gửi gắm cậu đến người thầy nay đã về ở ẩn của mình, Urokodaki Sakonji, để huấn luyện cậu trở thành một kiếm sĩ diệt quỷ, từ đây bắt đầu cuộc hành trình của Tanjirō đưa em gái cậu trở lại thành người và trả thù cho gia đình mình.
Sau hai năm khổ luyện, Tanjirō cuối cùng cũng có thể tham gia kỳ sát hạch cuối cùng và là một trong số ít người sống sót vượt qua, chính thức trở thành thành viên của Quân Đoàn Diệt Quỷ. Cậu bắt đầu công việc săn lùng và tiêu diệt quỷ cùng Nezuko, vốn đã được Urokodaki thôi miên để không gây hại cho con người và đôi khi có thể hỗ trợ cho anh trai mình trong những trận chiến. Khi đến Asakusa để làm nhiệm vụ, Tanjirō chạm trán Kibutsuji Muzan, tổ tiên của loài quỷ và là kẻ đã sát hại gia đình cậu. Cậu cũng gặp Tamayo, một con quỷ không bị Muzan kiểm soát. Tamayo liên minh với Tanjirō và tiến hành nghiên cứu cách chữa trị cho Nezuko, điều này yêu cầu Tanjirō phải cung cấp cho Tamayo máu của Thập Nhị Quỷ Nguyệt, những con quỷ mạnh nhất dưới trướng Muzan.
Trên đường tiếp tục làm nhiệm vụ, Tanjirō lập nhóm với Agatsuma Zenitsu và Hashibira Inosuke, cũng là những người sống sót sau kỳ sát hạch. Cả nhóm đối đầu với một thành viên của Thập Nhị Quỷ Nguyệt nhưng bị đánh bại và cuối cùng được các thành viên Sát Quỷ Đội giải cứu rồi đưa về trụ sở. Tại đây, anh em nhà Kamado tham gia vào cuộc họp giữa Ubuyashiki Kagaya, thủ lĩnh Sát Quỷ Đội, và các Trụ cột, những kiếm sĩ ưu tú nhất đoàn diệt quỷ. Đa số họ không tin rằng nên để cho Nezuko được sống, tuy nhiên Ubuyashiki vẫn thuyết phục được họ chấp nhận cô. Cùng với các Trụ cột và thành viên Sát Quỷ Đội, Tanjirō tham gia vào nhiều trận chiến cam go chống lại Thập Nhị Quỷ Nguyệt. Trong một cuộc chiến, Nezuko được khám phá ra là không bị tổn thương dưới ánh sáng mặt trời, điều khiến cô trở thành mục tiêu chính của Muzan, con quỷ từ lâu đã luôn muốn di chuyển được dưới ánh mặt trời và trở thành sinh vật tối thượng.
Ubuyashiki đoán định được trước ý đồ của Muzan và ra lệnh cho toàn đoàn diệt quỷ tham gia vào một cuộc huấn luyện nghiêm ngặt để chuẩn bị cho trận chiến sắp tới. Với các mẫu máu thu được từ Thập Nhị Nguyệt Quỷ, Tamayo điều chế ra một loại huyết thanh để chữa bệnh cho Nezuko, trong khi cô bé được giữ xa khỏi trận chiến để hồi phục. Muzan xuất hiện tại nhà Ubuyashiki, toan giết vị Chúa công của đoàn diệt quỷ thì bị một đòn tấn công mang tính tự sát của nhà Ubuyashiki làm cho chao đảo. Các Trụ cột và Tanjirō phục kích Muzan nhưng bị hắn nhốt vào Pháo Đài Vô Cực, một mê cung vô tận và là hang ổ của Thập Nhị Nguyệt Quỷ. Tamayo khống chế Muzan bằng một loại thuốc độc do cô điều chế. Để tiếp cận hắn, Sát Quỷ Đội phải đánh bại các con quỷ còn lại và chịu nhiều tổn thất nặng nề. Muzan giết Tamayo bằng cách hấp thụ cô nhưng bị ép phải trồi lên mặt đất. Một trận chiến tiêu hao sinh lực địch giữa những thành viên Sát Quỷ Đội còn sống và Muzan diễn ra cho đến khi mặt trời lên và giết chết hắn. Nhờ chất độc của Tamayo mà Sát Quỷ Đội đã giành chiến thắng dù nhiều người phải hy sinh, trong đó có hầu hết các Trụ cột, còn Tanjirō thì bị thương rất nặng. Muzan trao sức mạnh cuối cùng của mình cho Tanjirō, biến cậu thành một con quỷ có thể kháng được cả ánh mặt trời hòng giữ cho giống loài quỷ tiếp tục tồn tại. Tanjirō điên cuồng tấn công các thành viên còn lại của Sát Quỷ Đội, nhưng nhờ nỗ lực của những người anh em chí cốt và Nezuko, cậu đã trở lại thành người giống như em gái mình.
Sau trận chiến, Sát Quỷ Đội tan rã vì cái chết của Muzan đồng nghĩa với việc giống loài quỷ đã bị tận diệt. Tanjirō và Nezuko trở về ngôi nhà yêu dấu của mình cùng với Zenitsu và Inosuke.
Trong phần vĩ thanh thời hiện đại, các thành viên Quân Đoàn Diệt Quỷ hoặc có hậu duệ hoặc được đầu thai; họ tận hưởng một cuộc sống thanh bình không có bóng dáng quỷ dữ.

## Sản xuất
Năm 2015, manga Haeniwa no Zigzag của mangaka Gotōge Koyoharu được xuất bản trên Weekly Shōnen Jump nhưng sau đó không được chấp nhận đăng dài kỳ, do đó Katayama Tatsuhiko, biên tập viên đầu tiên của Gotōge, đã gợi ý vị tác giả nên chuyển sang sáng tác một bộ truyện có "chủ đề dễ hiểu". Một bản thảo với tựa đề Kisatsu no Nagare (鬼殺の流れ) ra đời, chủ yếu dựa trên tác phẩm đầu tay Kagarigari của Gotōge vì nó có những yếu tố vốn quen thuộc với khán giả Nhật Bản như là kiếm và quỷ. Tuy nhiên, vì vừa có một chủ đề nặng tính căng thẳng và cốt truyện u tối lại vừa thiếu đi yếu tố gây hài của truyện tranh nên bản thảo này cũng không được chấp thuận cho đăng dài kỳ, vì vậy Katayama đã đề nghị Gotōge thử tạo ra một nhân vật bình thường hơn, tươi sáng hơn nhưng vẫn giữ nguyên bối cảnh. Thanh gươm diệt quỷ có cái tên sơ khai là Kisatsu no Yaiba (鬼殺の刃), nhưng Gotōge và Katayama cảm thấy chữ "satsu" (殺 (sát) n.đ. "giết") nghe quá mạnh. Trong những từ họ nghĩ ra để thay thế, "kimetsu" (鬼滅 (quỷ diệt)) là từ dễ hiểu nhất, vậy nên Gotōge nghĩ rằng sẽ rất thú vị nếu tiêu đề của bộ truyện được viết vắn tắt như vậy; còn từ "yaiba" (刃 (nhận) n.đ. "lưỡi gươm") chỉ một thanh kiếm Nhật. Theo Gotōge, ba tác phẩm có sức ảnh hưởng lớn nhất lên bộ truyện là JoJo no Kimyō na Bōken, Naruto và Bleach. Katayama từng trả lời phỏng vấn rằng nhân vật Tanjirō với mái tóc đỏ và khuôn mặt có vết sẹo được lấy cảm hứng từ Lãng khách Kenshin, một manga được xuất bản từ những năm 1990 kể về một kiếm sĩ có đặc điểm ngoại hình tương tự, Himura Kenshin.

## Truyền thông

### Manga
Thanh gươm diệt quỷ do Gotōge sáng tác kiêm minh hoạ và được đăng dài kỳ trên tạp chí shōnen manga Weekly Shōnen Jump thuộc nhà xuất bản Shūeisha từ ngày 15 tháng 2 năm 2016 đến ngày 18 tháng 5 năm 2020. Shūeisha đã tổng hợp các chương truyện thành 23 cuốn tankōbon riêng lẻ và cho phát hành từ ngày 3 tháng 6 năm 2016 đến ngày 4 tháng 12 năm 2020. Shūeisha đồng thời cũng xuất bản bộ truyện bằng tiếng Anh trên dịch vụ Manga Plus từ tháng 1 năm 2019. Viz Media, một nhà xuất bản tại Mỹ trực thuộc Shueisha, cho ra mắt ba chương đầu tiên của bộ truyện trên tạp chí trực tuyến Weekly Shonen Jump của Bắc Mỹ như là một phần của "Jump Start", chiến dịch phát hành ba chương đầu của hầu hết các tác phẩm mới ra mắt trên tờ Weekly Shōnen Jump của Nhật. Ngày 20 tháng 7 năm 2017 tại San Diego Comic-Con, Viz đưa ra thông báo rằng họ đã sở hữu quyền phân phối manga cho thị trường Bắc Mỹ. Tập đầu tiên được phát hành vào ngày 3 tháng 7 năm 2018.

#### Ngoại truyện
Manga ngoại truyện gồm hai chương mang tên Tomioka Giyū Gaiden (冨岡義勇 外伝 Tomioka Giyū ngoại truyện) lần lượt được đăng trên tờ Weekly Shōnen Jump của Shūeisha vào ngày 1 và 8 tháng 4 năm 2019. Gotōge được ghi công là tác giả gốc còn Hirano Ryōji đảm nhiệm công việc minh hoạ. Tác phẩm kể về chuyến đi của Tomioka Giyū đến ngôi làng trên núi tuyết nơi có quỷ ẩn náu. Một phần manga ngoại truyện khác được đăng trên số đầu tiên của tạp chí Shōnen Jump GIGA vào ngày 20 tháng 7 năm 2016.
Loạt ngoại truyện dưới dạng manga bốn khung tranh có màu mang tên Kimetsu no Aima! (きめつのあいま!) do Hirano sáng tác được đăng dài kỳ trên ứng dụng và trang web Shonen Jump+ của Shūeisha từ ngày 7 tháng 4 đến ngày 29 tháng 9 năm 2019, cùng thời điểm phát sóng mùa 1 của anime và nội dung mỗi số phát hành cũng dựa trên tập phim tương ứng phát hành cùng ngày.
Tháng 5 năm 2020, sau khi bộ truyện chính kết thúc, một ngoại truyện có tựa là Rengoku Kyōjurō Gaiden (煉獄杏寿郎 外伝 Rengoku Kyōjurō ngoại truyện) do Hirano minh hoạ và xoay quanh nhân vật Rengoku Kyōjurō được công bố. Hai chương của ngoại truyện này xuất hiện trên tuần san Weekly Shōnen Jump vào ngày 12 và 17 tháng 10 năm 2020. Một tuyển tập các ngoại truyện Tomioka Giyū Gaiden, Rengoku Kyōjurō Gaiden và Kimetsu no Aima! dưới dạng tankōbon mang tên Kimetsu no Yaiba Gaiden ra mắt vào ngày 4 tháng 12 năm 2020. Viz Media đã phát hành tập truyện dưới tựa đề Demon Slayer: Kimetsu no Yaiba--Stories of Water and Flame vào ngày 4 tháng 1 năm 2022.
Một chương one-shot đặc biệt dài 19 trang do Gotōge sáng tác kiêm minh họa và xoay quanh nhiệm vụ đầu tiên của Rengoku đã xuất bản trên Weekly Shōnen Jump vào ngày 5 tháng 10 năm 2020. Cuốn booklet có tựa đề Rengoku Volume 0 dài 84 trang trong đó có chương one-shot nói trên và các bài phỏng vấn với dàn ê-kíp và diễn viên của Thanh gươm diệt quỷ: Chuyến tàu vô tận, đã được tặng cho các khán giả đến rạp vào ngày công chiếu của bộ phim, ngày 16 tháng 10 năm 2020. Tập sách này được phát hành với số lượng hạn chế là 4,5 triệu bản.
Loạt manga ngoại truyện Kimetsu Gakuen! (キメツ学園! Học viện Diệt quỷ!) có liên quan đến loạt anime ngắn Kimetsu Gakuen Valentine-hen, được đăng tải trên tạp chí Saikyō Jump của Shūeisha từ ngày 4 tháng 8 năm 2021.

### Tiểu thuyết
Cuốn light novel có tựa đề Thanh gươm diệt quỷ: Đóa hoa hạnh phúc (鬼滅の刃 しあわせの花 Kimetsu no Yaiba Shiawase no Hana) do Gotōge và Yajima Aya đồng sáng tác đã được phát hành tại Nhật Bản vào ngày 4 tháng 2 năm 2019. Tác phẩm xoay quanh cuộc đời của Tanjirō và Zenitsu trước khi loạt truyện chính bắt đầu, cũng như kể sơ qua về cuộc sống của Aoi và Kanao. Cuốn tiểu thuyết cũng có một chương xoay quanh một "vũ trụ" khác lấy bối cảnh thời hiện đại, nơi các nhân vật của bộ truyện theo học tại một trường trung học bình thường. Light novel thứ hai có tựa đề Thanh gươm diệt quỷ: Cánh bướm khuyết (鬼滅の刃 片羽の蝶 Kimetsu no Yaiba Katahane no Chō) cũng do Gotōge và Yajima sáng tác đã xuất bản tại Nhật vào ngày 4 tháng 10 năm 2019. Tiểu thuyết kể về cuộc sống của hai chị em nhà Kochō, Shinobu và Kanae, trước và sau thời điểm họ gia nhập Sát Quỷ Đội sau khi được Himejima Gyōmei cứu mạng. Light novel thứ ba mang tên Kimetsu no Yaiba: Kaze no Michishirube (鬼滅の刃 風の道しるべ Thanh gươm diệt quỷ: Dấu hiệu từ cơn gió) xoay quanh nhân vật Shinazugawa Sanemi được xuất bản vào ngày 3 tháng 7 năm 2020. Tháng 2 năm 2022, Viz Media thông báo rằng họ sẽ xuất bản ba cuốn tiểu thuyết trên trong năm 2022.
Shūeisha cũng cho phát hành sáu cuốn tiểu thuyết dựa trên nội dung các tiểu phần trong manga dưới định dạng mirai bunko, với cuốn đầu tiên phát hành ngày 26 tháng 6 năm 2020 và cuốn cuối cùng phát hành ngày 18 tháng 3 năm 2022, do Matsuda Shuka chuyển thể và Gotōge minh họa; ngoài ra Yajima cũng chắp bút chuyển thể phim điện ảnh Thanh gươm diệt quỷ: Chuyến tàu vô tận thành tiểu thuyết (phiên bản mirai bunko của tiểu thuyết này vẫn do Matsuda chịu trách nhiệm).

### Ấn phẩm khác
Một cuốn fanbook chính thức mang tên Kimetsu no Yaiba Kōshiki Fanbukku Kisatsutai Kenbunroku (鬼滅の刃公式ファンブック 鬼殺隊見聞録 Thanh gươm diệt quỷ Fanbook Chính thức: Hồi ký Sát Quỷ Đội) được phát hành vào ngày 4 tháng 7 năm 2019, bao gồm thông tin cơ bản về một số nhân vật trong bộ truyện. Fanbook chính thức thứ hai có tên Kimetsu no Yaiba Kōshiki Fanbukku Kisatsutai Kenbunroku Ni (鬼滅の刃公式ファンブック 鬼殺隊見聞録・弐 Thanh gươm diệt quỷ Fanbook Chính thức: Hồi ký Sát Quỷ Đội 2) được phát hành vào ngày 4 tháng 2 năm 2021. Tác phẩm này bao gồm ba chương one-shot: "Tanjirō no Kinkyō Hōkokusho" (炭治郎の近況報告書 "Báo cáo về tình hình hiện tại của Tanjirō"), kể về Tanjirō và các nhân vật khác sau khi manga kết thúc; "Totsugeki!! Jigoku no Onitorizai ~Sanzunokawa o Koete~" (突撃!! 地獄の鬼取材～三途の川を越えて～ "Khẩn cấp!! Cấp báo về quỷ ở địa ngục ~Bên kia sông Sanzu~"), kể về một số con quỷ từ "thời đó"; "Kimetsu no Dodai" (鬼滅の土台 "Sự hình thành nên Kimetsu") kể một vài câu chuyện có thật của Gotōge khi vẽ manga trong quá trình xuất bản tác phẩm. Cuốn fanbook này cũng bao gồm chương one-shot "Rengoku Volume 0" đã xuất bản năm 2020, cũng như hai chương one-shot "Nenshi Bangai-hen" (年始番外編 "Ấn bản năm mới đặc biệt") và "Nenmatsu Bangai-hen" (年末番外編 "Ấn bản cuối năm đặc biệt"), vốn đã được xuất bản trên Weekly Shōnen Jump lần lượt vào các năm 2020 và 2019.
Một cuốn art book có tên Kimetsu no Yaiba Gotōge Koyoharu Gashū Ikuseisо̄ (鬼滅の刃 吾峠呼世晴画集―幾星霜―), được Shūeisha cho ra mắt vào ngày 4 tháng 2 năm 2021, trong đó có chứa toàn bộ các hình minh hoạ đã xuất hiện trong bộ truyện chính và cả những hình chưa từng được công bố, ngoài ra có cả bình luận của tác giả về hình minh hoạ.
Shūeisha đã phát hành bốn cuốn sách tô màu chứa những hình minh họa vẽ bởi Gotōge, chia làm hai bộ sưu tập: Kimetsu no Yaiba Nuriechō -Aka- (『鬼滅の刃』塗絵帳 -紅- Sách tô màu Thanh gươm diệt quỷ: Đỏ tía) và Kimetsu no Yaiba Nuriechō -Ao- (『鬼滅の刃』塗絵帳 -蒼- Sách tô màu Thanh gươm diệt quỷ: Xanh) phát hành ngày 4 tháng 3 năm 2021, Kimetsu no Yaiba Nuriechō -Daidai- (『鬼滅の刃』塗絵帳 -橙- Sách tô màu Thanh gươm diệt quỷ: Cam) và Kimetsu no Yaiba Nuriechō -Ai- (『鬼滅の刃』塗絵帳 -藍- Sách tô màu Thanh gươm diệt quỷ: Chàm) phát hành ngày 4 tháng 10 năm 2021. Cũng trong ngày phát hành bộ sưu tập thứ hai, tài khoản Twitter chính thức của bộ truyện thông báo cả bốn cuốn sách tô màu đã bán được tổng cộng 1,43 triệu bản.
Homesha đã phát hành ba cuốn character book chứa hình ảnh từ anime Kimetsu no Yaiba Kōshiki Kyarakutāzu Bukku Ichi no Maki (『鬼滅の刃』公式キャラクターズブック 壱ノ巻 Thanh gươm diệt quỷ Official Character Book Tập 1) vào ngày 4 tháng 9 năm 2020, Kimetsu no Yaiba Kōshiki Kyarakutāzu Bukku Ni no Maki (『鬼滅の刃』公式キャラクターズブック 弐ノ巻 Thanh gươm diệt quỷ Official Character Book Tập 2) vào ngày 4 tháng 11 năm 2020, Kimetsu no Yaiba Kōshiki Kyarakutāzu Bukku San no Maki (『鬼滅の刃』公式キャラクターズブック 参ノ巻 Thanh gươm diệt quỷ Official Character Book Tập 3) vào ngày 4 tháng 1 năm 2021.

### Anime

#### Phim dài tập
Tháng 6 năm 2018, tờ Weekly Shōnen Jump đưa tin xưởng phim Ufotable sẽ thực hiện một loạt phim anime dài tập chuyển thể từ bộ truyện. Anime do Sotozaki Haruo đạo diễn và Kondo Hikaru sản xuất, còn Matsushima Akira đảm nhiệm khâu thiết kế nhân vật. Mùa thứ nhất mang tên Tanjiro Kamando lập chí dài 26 tập, phát sóng từ ngày 6 tháng 4 đến ngày 28 tháng 9 năm 2019 trên Tokyo MX, GTV, GYT, BS11 và nhiều kênh khác.
Mùa 2 được chia làm 2 phần, phát sóng nối tiếp nhau; phần thứ nhất là bản chuyển thể truyền hình của tiểu phần "Chuyến tàu vô tận" lên sóng ngày 10 tháng 10 năm 2021. Phần phim này bao gồm tập đầu tiên có nội dung hoàn toàn mới (không có trong bộ truyện), bên cạnh nhiều cảnh phim và nhạc nền khác với bản chuyển thể điện ảnh. Phần thứ 2 mang tên Thanh gươm diệt quỷ: Kỹ viện trấn (鬼滅の刃 遊郭編 Kimetsu no Yaiba – Yūkaku-hen) công chiếu vào ngày 5 tháng 12 năm 2021 bằng tập đặc biệt có độ dài một tiếng. Ê-kíp chính và dàn diễn viên từ mùa 1 đều trở lại để đảm nhiệm vai trò của họ. Bộ phim được chiếu trên 30 đài và kênh bao gồm Fuji TV và Tokyo MX, phủ sóng hầu hết nước Nhật. Thanh gươm diệt quỷ: Kỹ viện trấn tiếp tục được Funimation chiếu trực tuyến. Muse Communication là đơn vị nắm giữ bản quyền mùa 2 tại thị trường Đông Nam Á và Nam Á và chiếu loạt phim trực tuyến trên iQIYI, Bilibili, WeTV, Viu và Netflix.
Ngay khi mùa thứ 2 kết thúc, mùa 3 xoay quanh tiểu phần "Làng thợ rèn" đã được xác nhận sản xuất, với studio phim, đạo diễn và dàn diễn viên không đổi.
Bốn đoạn anime ngắn chủ đề Lễ Tình nhân có tựa đề Kimetsu Gakuen Valentine-hen (キメツ学園 バレンタイン編) ra mắt trên kênh YouTube của Aniplex vào ngày 14 tháng 2 năm 2021.
Mùa thứ 4 với tên gọi Thanh Gươm Diệt Quỷ: Huấn Luyện Trụ Cột (Hashira Training) sẽ tiếp nối từ đoạn kết của mùa 3, ra mắt với tập đặc biệt kéo dài 1 giờ vào ngày 12 tháng 5 năm 2024.
Ở Bắc Mỹ, Aniplex of America là đơn vị nắm giữ bản quyền anime. 26 tập phim đầu được chia vào hai đĩa Blu-ray phiên bản giới hạn: đĩa đầu được phân phối đi vào ngày 30 tháng 6 năm 2020 và đĩa thứ hai vào ngày 24 tháng 11 năm 2020. Công ty này cũng hợp tác với Funimation để phát hành hai đĩa Blu-ray phiên bản tiêu chuẩn, lần lượt được phân phối vào các ngày 29 tháng 9 năm 2020 và 19 tháng 1 năm 2021. Anime được chiếu trực tuyến trên Crunchyroll, Hulu và FunimationNow. Netflix cũng bắt đầu chiếu loạt phim này từ ngày 22 tháng 1 năm 2021 tại Hoa Kỳ. Bản lồng tiếng Anh do Aniplex of America và Bang Zoom! Entertainment phối hợp sản xuất công chiếu lần đầu vào ngày 13 tháng 10 năm 2019 trên khối chương trình Toonami của kênh Adult Swim. Funimation bắt đầu chiếu trực tuyến bản lồng tiếng Anh từ ngày 8 tháng 12 năm 2020. Madman Entertainment sở hữu bản quyền anime ở Úc và New Zealand và chiếu trực tuyến trên AnimeLab. Tại Vương quốc Anh và Ireland, Anime Limited là đơn vị nắm bản quyền loạt phim.

#### Phim tổng hợp
Trước khi lên sóng truyền hình, năm tập đầu tiên của loạt anime đã ra rạp tại Nhật Bản trong hai tuần kể từ ngày 29 tháng 3 năm 2019 dưới tựa đề Kimetsu no Yaiba: Kyōdai no Kizuna (鬼滅の刃 兄妹の絆 Thanh gươm diệt quỷ: Tình anh em). Aniplex of America chiếu bộ phim tại rạp Aratani ở Los Angeles vào ngày 31 tháng 3 năm 2019. Madman Entertainment chiếu bộ phim tại một số ít rạp ở Úc vào ngày 2 tháng 4 năm 2019. Bộ phim được chiếu trên khối Premium Thứ Bảy của Fuji TV vào ngày 10 tháng 10 năm 2020, sau đó bộ phim tổng hợp từ tập 15–21 Kimetsu no Yaiba: Natagumo Yama-hen (鬼滅の刃 那田蜘蛛山編 Thanh gươm diệt quỷ: Tiểu phần núi Natagumo) được chiếu vào ngày 17 tháng 10 năm 2020. Fuji TV cũng chiếu lại loạt phim ở khu vực Kantō dưới tựa đề Kimetsu no Yaiba Zenshūchū! Ikkyo Hōsō (鬼滅の刃全集中！一挙放送 Thanh gươm diệt quỷ: Tập trung! 一nhất loạt phát sóng): tập 6–10 phát sóng ngày 12–16 tháng 10, tập 11–14 vào ngày 17 tháng 10 và tập 22–26 vào ngày 24 tháng 10 năm 2020. Các tập 22–26 được biên tập lại thành một tập phim đặc biệt có tựa đề Hashira Gō Kaigi/Chōyashiki-hen (柱合会議・蝶屋敷編 Cuộc họp cửu trụ/Tiểu phần Điệp phủ), bao gồm một số cảnh quay mới và đoạn danh đề đặc biệt, được phát sóng trên Fuji TV vào ngày 20 tháng 12 năm 2020.

#### Phim điện ảnh
Ngày 28 tháng 9 năm 2019, ngay sau khi tập 26 được phát sóng, phim điện ảnh anime Thanh gươm diệt quỷ: Chuyến tàu vô tận được công bố, với cùng dàn ê-kíp và diễn viên của loạt phim truyền hình. Bộ phim là phần nối tiếp ngay sau diễn biến của loạt phim truyền hình và xoay quanh tiểu phần "Chuyến tàu vô tận" trong bộ truyện. Aniplex và Toho chịu trách nhiệm phân phối tác phẩm tại Nhật Bản. Bộ phim khởi chiếu tại Nhật Bản vào ngày 16 tháng 10 năm 2020.
Thanh gươm diệt quỷ: Chuyến tàu vô tận đã thu về hơn 500 triệu USD trên toàn thế giới, trở thành phim điện ảnh có doanh thu cao nhất năm 2020 đồng thời phá vỡ nhiều kỷ lục phòng vé, trong đó có phim điện ảnh Nhật Bản nói chung và phim điện ảnh anime nói riêng có doanh thu cao nhất mọi thời đại. Tác phẩm được phát hành dưới định dạng kỹ thuật số trên toàn cầu vào ngày 22 tháng 6 năm 2021.
Vào năm 2024, Ufotable xác nhận 3 phần phim điện ảnh có tên Kimetsu no Yaiba Infinity Castle (tạm dịch: Thanh gươm diệt quỷ: Đại chiến Vô Hạn thành) sẽ ra mắt từ 2025.

#### Nhạc phim
Kajiura Yuki và Shiina Go đảm nhiệm vai trò soạn nhạc cho anime. LiSA thể hiện bài hát chủ đề "Gurenge" (紅蓮華 (Hồng liên hoa) "Bông sen đỏ") và đồng thể hiện ca khúc kết phim "from the edge" với FictionJunction. Bài hát kết thúc tập 19 là "Kamado Tanjirō no Uta" (竈門炭治郎のうた "Khúc ca của Kamado Tanjirō") với sự thể hiện của Shiina Go và Nakagawa Nami. LiSA đã trình bày ca khúc mở đầu "Akeboshi" (明け星 "Sao mai") cũng như bài hát kết thúc "Shirogane" (白銀 (Bạch ngân) "Bạc trắng") tiểu phần Chuyến tàu vô tận thuộc mùa 2, còn Aimer thể hiện ca khúc mở đầu "Zankyō Sanka" (残響散歌 (Tàn hưởng tán ca) "Khúc ca ngân vang") và bài hát kết phim "Asa ga Kuru" (朝が来る "Bình minh đến") của tiểu phần Kỹ viện trấn.
Nhạc phim được bán kèm với các đĩa Blu-ray và DVD anime từ năm 2019 đến năm 2020. Aniplex phát hành album nhạc phim của anime với tựa đề Kamado Tanjirō Risshi-hen Original Soundtrack (竈門炭治郎 立志編 オリジナルサウンドトラック Kamado Tanjirō Risshi-hen Orijinaru Saundotorakku) vào ngày 26 tháng 5 năm 2021. Album bao gồm các ca khúc mở đầu và kết thúc cũng như các bản hòa tấu do Kajiura và Shiina thể hiện.
Tất cả nhạc phẩm được soạn bởi Shiina Go và Kajiura Yuki, trừ những chỗ được ghi chú.
| Đĩa 1            | Đĩa 1                                                                              | Đĩa 1                                             | Đĩa 1      |
| STT              | Nhan đề                                                                            | Phổ nhạc                                          | Thời lượng |
| ---------------- | ---------------------------------------------------------------------------------- | ------------------------------------------------- | ---------- |
| 1.               | "Gurenge" (紅蓮華 -TV ver.-)                                                       | LiSA (hát và viết lời); Kusano Kayoko (soạn nhạc) | 1:32       |
| 2.               | "Family -OST ver.-" (家族 -OST ver.-)                                              |                                                   | 3:23       |
| 3.               | "Brace up and Run!"                                                                | Ishikawa Chiaki (hát)                             | 2:32       |
| 4.               | "Survive and get the Blade, boy"                                                   | Ishikawa Chiaki (hát)                             | 3:59       |
| 5.               | "Demon Slayer Corps -OST ver.-" (鬼殺隊 -OST ver.-)                                |                                                   | 3:24       |
| 6.               | "Training" (訓練)                                                                  |                                                   | 1:18       |
| 7.               | "The Appearance of Sabito" (錆兎 出現)                                             |                                                   | 1:58       |
| 8.               | "Makomo -OST ver.-" (真菰 -OST ver.-)                                              |                                                   | 1:39       |
| 9.               | "Purification" (浄)                                                                |                                                   | 1:02       |
| 10.              | "Water Breathing～Hand Demon" (水の呼吸～手鬼)                                     |                                                   | 2:31       |
| 11.              | "Mystery～Tanjiro Kamado～With the Kasugai Crows" (不思議～竈門炭治郎～鎹鴉と共に) |                                                   | 1:29       |
| 12.              | "Demon" (鬼)                                                                       |                                                   | 2:51       |
| 13.              | "Muzan Kibutsuji -OST ver.-" (鬼舞辻無惨 -OST ver.-)                               |                                                   | 2:13       |
| 14.              | "Tamayo -OST ver.-" (珠世 -OST ver.-)                                              |                                                   | 2:11       |
| 15.              | "Battle Between Susamaru and Yahaba" (朱紗丸と矢琶羽との戦闘)                      |                                                   | 2:59       |
| 16.              | "Nezuko～Always Together" (禰豆子～ずっと一緒)                                     |                                                   | 1:17       |
| 17.              | "Zenitsu Agatsuma" (我妻善逸)                                                      |                                                   | 1:52       |
| 18.              | "Inosuke Hashibira" (嘴平伊之助)                                                   |                                                   | 3:05       |
| 19.              | "Water Breathing" (水の呼吸)                                                       |                                                   | 3:07       |
| Tổng thời lượng: | Tổng thời lượng:                                                                   | Tổng thời lượng:                                  | 44:22      |

| Đĩa 2            | Đĩa 2 | Đĩa 2                     | Đĩa 2      |
| STT              | Nhan đề | Phổ nhạc                  | Thời lượng |
| ---------------- | --- | ------------------------- | ---------- |
| 1.               | "Natagumo Mountain -OST ver.-" (那田蜘蛛山 -OST ver.-)                                                     |                           | 0:53       |
| 2.               | "Water Breathing～Blessed Rain After the Drought's Welcome -OST ver.-" (水の呼吸～干天の慈雨へ -OST ver.-) |                           | 2:25       |
| 3.               | "Thunderclap and Flash Six Fold～As the Demon Slayer Corps" (霹靂一閃 六連～鬼殺隊として)                  |                           | 2:06       |
| 4.               | "Activate Water Breathing -OST ver.-" (水の呼吸発動 -OST ver.-)                                            |                           | 2:44       |
| 5.               | "The Bond of Brother and Sister" (兄妹の絆)                                                                |                           | 0:49       |
| 6.               | "Confrontation with Rui" (累と対峙)                                                                        |                           | 1:43       |
| 7.               | "The Appearance of Shinobu Kocho -OST ver.-" (胡蝶しのぶ 出現 -OST ver.-)                                  |                           | 0:36       |
| 8.               | "Giyu Tomioka's Theme～Tanjiro's Battle～Demon Slayer Corps" (冨岡義勇のテーマ～炭治郎の戦い～鬼殺隊)      |                           | 1:35       |
| 9.               | "Constant Flux -OST ver.-" (生生流転 -OST ver.-)                                                           |                           | 2:33       |
| 10.              | "Kamado Tanjiro no Uta" (竈門炭治郎のうた -OST ver.-)                                                      | Nakagawa Nami (góp giọng) | 5:30       |
| 11.              | "Dead Calm -OST ver.-" (凪)                                                                                |                           | 1:19       |
| 12.              | "The Insect Hashira's Theme -OST ver.-" (蟲柱のテーマ -OST ver.-)                                          |                           | 1:46       |
| 13.              | "Family Memories" (家族の思い出)                                                                           |                           | 0:49       |
| 14.              | "Hashira～Confrontation" (柱～対峙)                                                                        |                           | 1:01       |
| 15.              | "The Messenger of the Kasugai Crows" (鎹鴉の伝令 -OST ver.-)                                               |                           | 1:34       |
| 16.              | "Natagumo Mountain～Dawn" (那田蜘蛛山～夜明け)                                                             |                           | 1:19       |
| 17.              | "The Hashira's Theme -OST ver.-" (柱のテーマ -OST ver.-)                                                   |                           | 2:14       |
| 18.              | "Confrontation with Sanemi Shinazugawa" (不死川実弥との対峙)                                               |                           | 1:47       |
| 19.              | "Gratitude" (感謝)                                                                                         |                           | 0:53       |
| 20.              | "Showdown with Kanao Tsuyuri" (粟花落カナヲと対決)                                                         |                           | 1:11       |
| 21.              | "Lower Rank Demon" (下弦の鬼)                                                                              |                           | 1:05       |
| 22.              | "New Mission～Toward the Mugen Train" (新たなる任務～無限列車に向かって)                                   |                           | 2:50       |
| 23.              | "From the Edge -TV ver.-"                                                                                  |                           | 1:30       |
| Tổng thời lượng: | Tổng thời lượng:                                                                                           | Tổng thời lượng:          | 40:12      |

### Trò chơi điện tử
Aniplex thông báo sẽ phát hành một trò chơi trên thiết bị di động có tên Kimetsu no Yaiba: Keppū Kengeki Royale (鬼滅の刃 血風剣戟ロワイアル) do công ty con Quatro A. phát triển vào năm 2020. Tuy nhiên tới tháng 12 năm 2020, tựa game đã được hoãn phát hành vô thời hạn nhằm cải thiện chất lượng.
Một trò chơi điện tử dựa trên bộ truyện được công bố vào năm 2020 với tựa đề Kimetsu no Yaiba Hinokami Keppūtan (鬼滅の刃 ヒノカミ血風譚 Kimetsu no Yaiba: Biên niên sử Hoả thần), do CyberConnect2 phát triển và Aniplex phát hành. Trò chơi được phát hành trên PlayStation 4, PlayStation 5, Xbox One, Xbox Series X và Series S và Steam vào ngày 14 tháng 10 năm 2021 tại Nhật Bản. Sega đã phát hành trò chơi trên toàn thế giới cho các nền tảng nói trên vào ngày 15 tháng 10 năm 2021.

### Kịch sân khấu
Một vở kịch sân khấu chuyển thể từ manga được công bố trên Weekly Shōnen Jump vào tháng 9 năm 2019. Vở kịch được biểu diễn từ ngày 18–26 tháng 1 năm 2020 tại nhà hát Tennōzu Ginga Gekijō ở Tokyo và từ ngày 31 tháng 1 đến ngày 2 tháng 2 năm 2020 tại nhà hát AiiA 2.5 Kobe ở tỉnh Hyōgo. Kenichi Suemitsu viết kịch bản và đạo diễn vở kịch còn Shunsuke Wada đảm nhiệm vai trò soạn nhạc. Vở kịch có sự tham gia của Kobayashi Ryota trong vai nhân vật chính Kamado Tanjirō, Takaishi Akari vai em gái Nezuko, Ueda Keisuke vai Agatsuma Zenitsu, Satō Yūgo vai Hashibira Inosuke, Honda Reo vai Tomioka Giyū, Takagi Tomoyō vai Urokodri Sakonji, Maihane Mimi vai Tamayo, Sat Hisanori vai Yushirō và Sasaki Yoshihide vai Kibutsuji Muzan.
Một vở kịch chuyển thể thứ hai đã được công bố vào tháng 12 năm 2020 và công chiếu vào mùa hè năm 2021. Kimetsu no Yaiba Sono Ni: Kizuna được biểu diễn ở Tokyo từ ngày 7 đến ngày 15 tháng 8, ở Osaka từ ngày 20 đến ngày 22 tháng 8 và sau đó quay lại Tokyo từ ngày 27 đến 31 tháng 8.

### Triển lãm nghệ thuật
Một triển lãm nghệ thuật của bộ truyện đã diễn ra tại Phòng trưng bày Bảo tàng Nghệ thuật Mori ở Tokyo từ ngày 26 tháng 10 đến ngày 12 tháng 12 năm 2021. Triển lãm diễn ra tại Grand Front Osaka từ ngày 14 tháng 7 đến ngày 4 tháng 9 năm 2022. Triển lãm này trưng bày nhiều tranh vẽ của Gotōge, đồng thời có bán các món đồ lưu niệm chính hãng liên quan đến bộ truyện.

## Đón nhận

### Độ phổ biến
Doanh thu hàng năm của thương hiệu Thanh gươm diệt quỷ được ước tính vào khoảng 1 nghìn tỷ yên Nhật (8,75 tỷ USD) trong năm 2020. Ấn bản tháng 1 năm 2021 của nguyệt báo Shuppan Geppо̄ báo cáo rằng doanh số bán sách và tạp chí ở Nhật năm 2020 giảm 1% so với năm 2019, mức giảm hàng năm nhỏ nhất kể từ năm 2006. Tờ nguyệt san chỉ ra sự sụt giảm nhỏ này có được là vì lượng độc giả Nhật tăng lên do ảnh hưởng của đại dịch COVID-19 cũng như "sự thành công bùng nổ" của manga Thanh gươm diệt quỷ và các ấn phẩm liên quan. Theo Charabiz – cơ sở dữ liệu dành cho hoạt động cấp quyền kinh doanh nhân vật ở Nhật Bản, Thanh gươm diệt quỷ là nhượng quyền thương mại có doanh thu cao nhất năm 2020, vượt qua các nhượng quyền nổi tiếng khác như Anpanman, Pokémon, Chuột Mickey và Snoopy (Peanuts).
Gadget Tsūshin liệt kê hậu tố trong tên các hơi thở "no kokyū" (hơi thở của...) và câu thoại "Aaaah! Nengō gaa! Nengō ga kawatte iru!" (A! Thời đại, thời đại lại thay đổi rồi!) của con quỷ nhiều tay Teoni trong Thanh gươm diệt quỷ vào danh sách thuật ngữ anime thông dụng nhất năm 2019. Năm 2019, Thanh gươm diệt quỷ giành chiến thắng ở hạng mục anime của giải Yahoo! Japan Search Award, dựa trên lượng tìm kiếm một cụm từ cụ thể so với năm trước đó; loạt phim tiếp tục giành giải này trong năm 2020 và xếp hạng ba trong năm 2021. Trong bài viết tổng kết năm 2020 của Tumblr, trong đó chỉ ra các cộng đồng, fandom và xu hướng lớn nhất trên mạng xã hội này trong suốt năm vừa qua, Thanh gươm diệt quỷ đứng thứ 7 trong danh mục Anime & Manga hàng đầu. Theo một cuộc thăm dò năm 2020 do công ty giáo dục và xuất bản Benesse thực hiện, có sự tham gia của 7.661 trẻ em Nhật Bản từ lớp 3 đến lớp 6 (5.170 bé gái và 2.491 bé trai), Kamado Tanjirō xếp hạng 1 trong top 10 người được các bé ngưỡng mộ nhất, đẩy bố, mẹ và giáo viên của các em xuống vị trí thứ 2, 4 và 5, còn những vị trí khác trong danh sách đều thuộc về các nhân vật trong Thanh gươm diệt quỷ. Theo một cuộc thăm dò trên internet từ ngày 18 đến ngày 24 tháng 11 năm 2020 do Oricon Monitor Research thực hiện, có sự tham gia của 3.848 người từ thanh thiếu niên đến trong độ tuổi 60, hơn 90% người tham gia khảo sát biết Thanh gươm diệt quỷ; 40,5% nói rằng họ "biết rất rõ", 57,3% trả lời họ "biết tên", cho thấy rằng 97,8% biết đến sự tồn tại của bộ truyện. Trong số 1.558 người trả lời rằng họ "biết rất rõ", 1.182 người nói họ "thích" hoặc "rất thích" bộ truyện. Trả lời cho câu hỏi "bạn thích khía cạnh nào của bộ truyện?", nội dung truyện là khía cạnh phổ biến nhất với 76,4% phiếu bầu, tiếp theo là bối cảnh với 49,3%, còn sự thân thuộc của các nhân vật chiếm 45,3% phiếu bầu. 31% người hâm mộ nói rằng họ đã mua manga và 66,1% trong số đó khẳng định rằng họ đã mua trọn bộ. Theo nhiều người được hỏi, Thanh gươm diệt quỷ giúp họ thêm trân trọng và gắn kết với gia đình mình, đồng thời giúp cho những người thuộc các thế hệ khác nhau có thể kết nối với nhau ngay cả ở nơi làm việc và hơn thế nữa.
Thanh gươm diệt quỷ đã góp phần tăng trưởng du lịch trong nước khi nhiều du khách đã đến thăm các địa điểm tương tự như trong tác phẩm. Năm 2021, số lượng người hiến máu tại tỉnh Tokushima đã tăng lên sau khi Hội Chữ thập đỏ đưa các nhân vật trong bộ truyện lên những tấm áp phích kêu gọi người dân cho máu.
Về thành công lớn và bất ngờ của bộ truyện, tổng biên tập Nakano Hiroyuki của Weekly Shōnen Jump cho biết doanh số bán ra của bộ truyện đã tăng vọt ngay sau khi bản chuyển thể anime của nó kết thúc, giải thích rằng một lượng lớn khán giả đã xem anime trên các dịch vụ chiếu phim trực tuyến sau khi toàn bộ loạt phim kết thúc thay vì xem mỗi tuần một tập. Nakano cũng nói rằng ở thời điểm hiện tại, rất khó để một manga đăng trên tờ Jump trở thành hit, do đó Thanh gươm diệt quỷ dù đã ra mắt từ tháng 2 năm 2016 nhưng phải đến cuối năm 2019 mới trở nên cực kì nổi tiếng, và sự nổi tiếng nhờ vào truyền miệng của bộ truyện có được là nhờ anime. Nakano cũng cho biết bộ truyện đã giúp nhiều người biết đến tờ Jump và mang lại lượng độc giả mới. Theo Takahashi Yuma, nhà sản xuất anime Thanh gươm diệt quỷ, có ba yếu tố chính tạo nên sự thành công của loạt phim: "sức hút của bộ truyện, thái độ [của nhà làm phim] trong việc đưa truyện lên anime, cuối cùng là môi trường làm việc [để tạo nên anime]". Takahashi giải thích rằng dù anime đã giúp nhiều người biết đến manga nhưng đó không phải là lý do mà manga trở thành hit, vì bản thân bộ manga vốn đã rất thú vị và Ufotable đã nghiêm túc chuyển thể manga mà không làm mất đi sức hấp dẫn vốn có của nó. Thái độ cực kì cẩn trọng trong việc chuyển thể bộ truyện và kỹ thuật của nhân viên Ufotable cũng là những yếu tố tối quan trọng khác. Nhà sản xuất này cũng đã chỉ ra những thay đổi trong cách xem anime vài năm trở lại đây và sự phổ biến ngày càng tăng của các nền tảng xem phim trực tuyến. Ông cho rằng bằng cách chia loạt phim thành hai đợt phát sóng, anime đã có thời gian để tạo nên một lượng khán giả nhất định. Takahashi nói thêm: "Trong lúc anime đang phát sóng thì diễn biến bộ truyện cũng càng ngày càng gay cấn, do đó thời điểm [phát sóng anime] cũng rất lý tưởng. Bộ truyện không phải như thể đột nhiên trở thành trung tâm của sự chú ý mà tôi cảm thấy rằng nó đã từ từ thu hút người hâm mộ và nâng cao lượng độc giả của mình". Ngày 20 tháng 12 năm 2020, tại Jump Festa '21, Tanaka Mayumi, nữ diễn viên lồng tiếng cho nhân vật Monkey D. Luffy của One Piece, đã đọc một tin nhắn từ tác giả của bộ truyện này, Oda Eiichiro, trong đó ông dành lời khen cho manga của Gotōge và viết: "Thanh gươm diệt quỷ đã làm rất tốt trên tờ Jump. Tôi thích cái cách mà nó cứu vãn tâm hồn của rất nhiều người. Một tác phẩm cực kỳ xuất sắc. Manga là phải như thế. Bằng một cách nào đó nó làm tôi rất cảm động!" Murata Yusuke, hoạ sĩ minh hoạ cho bộ truyện One-Punch Man, cho rằng đóng góp của Thanh gươm diệt quỷ cho toàn bộ ngành công nghiệp manga là "không thể đong đếm được", trong khi Akutami Gege, tác giả Chú thuật hồi chiến, nhận xét rằng bộ truyện của Gotōge đã giúp mang lại nhiều độc giả manga mới.
Trong một cuộc phỏng vấn vào tháng 1 năm 2021, Tomino Yoshiyuki, nhà sáng lập nên nhượng quyền thương mại Gundam, đã chia sẻ suy nghĩ của mình về Thanh gươm diệt quỷ rằng ban đầu ông cảm thấy có phần ghen tị khi loạt phim quy tụ được "một đội ngũ nhân viên cực kì tận tâm và tài năng như vậy", nói: "Các diễn viên lồng tiếng rất hay, nhạc sĩ đã sáng tác nên một bài hát mà ai ai cũng biết thì rất giỏi. Rất nhiều nhân tài tụ hội ở đây! Ý tôi là, những gì tôi cảm thấy [về việc nhiều nhân tài tụ hội] còn hơn cả ghen tị, và tôi bắt đầu nghĩ, 'Ôi trời, mấy tay này đỉnh thật đấy!'". Dẫu vậy, Tomino cho rằng sự thành công về mặt văn hóa của loạt phim là một sự trùng hợp ngẫu nhiên, giải thích: "Tôi không nghĩ rằng Thanh gươm diệt quỷ là một tác phẩm có tính toán hay rập khuôn. Tôi nghĩ rằng nhóm người đã tụ họp lại để tạo nên nó là khá ngẫu nhiên", nói thêm rằng trong ngành công nghiệp anime, mọi người thường được tuyển chọn vào công việc một cách hết sức ngẫu nhiên hoặc đơn giản là lịch trình của họ tình cờ có thể thu xếp ổn thoả, và hiếm khi tuyển được những người có đúng thứ tài năng lý tưởng hoặc có sẵn những phẩm chất bẩm sinh.
Cựu thủ tướng Nhật Bản Suga Yoshihide đã sử dụng thuật ngữ "hơi thở tập trung toàn phần" của bộ truyện khi phát biểu trước Ủy ban Ngân sách Hạ viện trong kỳ họp Quốc hội tháng 11 năm 2020. Thủ tướng đương nhiệm của Nhật Bản, Kishida Fumio, cho biết ông đã đọc trọn bộ Thanh gươm diệt quỷ và nhân vật yêu thích của ông là Akaza, đồng thời phát biểu rằng ông sẽ tiến hành cải thiện điều kiện làm việc trong ngành công nghiệp anime và manga. Một số chính trị gia Nhật Bản đã sử dụng các hoa văn và biểu trưng của bộ truyện trong những chiến dịch tranh cử của mình vào năm 2021.

### Manga
Bộ truyện đứng thứ 14 trong cuộc bình chọn "Truyện tranh được nhân viên nhà sách trên toàn quốc khuyên đọc năm 2017" do nhà sách trực tuyến Honya Club thực hiện. Cũng trong năm 2017, bộ truyện giành hạng 3 trên bảng xếp hạng Anime Hope của Giải thưởng Truyện tranh Tsutaya lần thứ nhất. Trong danh sách 20 manga hàng đầu dành cho độc giả nam do Kono Manga ga Sugoi! tổng hợp hàng năm, bộ truyện xếp thứ 19 trong danh sách này năm 2018, thứ 6 năm 2019 và thứ 17 năm 2021. Thanh gươm diệt quỷ đồng hạng 10 với Umimachi Diary trong danh sách "Sách của năm" 2019 do tạp chí Da Vinci bình chọn; bộ truyện đứng đầu danh sách này liên tục trong hai năm 2020 và 2021. Trên bảng xếp hạng nửa đầu năm 2020 của Rakuten Kobo, bộ truyện đứng đầu trong mọi nhóm tuổi và giới tính độc giả, từ thanh thiếu niên nam và nữ cho đến người lớn tuổi. Năm 2020, manga được đề cử cho Giải thưởng Văn hóa Tezuka Osamu thường niên lần thứ 24 và giành giải Giải Đặc biệt trong lễ trao giải lần thứ 25 năm 2021. Năm 2020, Gotōge nhận được Giải thưởng Văn hóa Xuất bản Noma lần thứ 2 của Kodansha, giải thưởng vinh danh những người có đóng góp "đổi mới ngành xuất bản". Gotōge giành giải này do doanh thu của nhượng quyền Thanh gươm diệt quỷ đã góp phần thúc đẩy toàn bộ ngành công nghiệp xuất bản từ năm 2019 đến năm 2020. Bộ truyện đồng hạng 16 với Chainsaw Man trên bảng xếp hạng "Manga hay nhất 2021 Kono Manga wo Yome!" của tạp chí Freestyle. Trong khảo sát Manga Sōsenkyo năm 2021 do TV Asahi thực hiện, trong đó 150.000 người đã tham gia bầu chọn ra 100 bộ manga hàng đầu, Thanh gươm diệt quỷ đứng thứ 2, chỉ sau One Piece. Năm 2021, Thanh gươm diệt quỷ được đề cử cho Giải Seiun lần thứ 52 tại hạng mục Truyện tranh hay nhất. Cũng trong năm 2021, bộ truyện đã giành giải cao nhất trong hạng mục Truyện tranh của Giải Hiệp hội Nghệ sĩ Hoạt họa Nhật Bản lần thứ 50.
Nhiều họa sĩ manga đánh giá cao bộ truyện; Togashi Yoshihiro, tác giả Hành trình U Linh Giới và Hunter x Hunter, đã có lời khen đưa vào đai sách của tập 4 manga; trong khi lời khen ngợi từ tác giả của Kochira Katsushika-ku Kameari Kōen-mae Hashutsujo, Akimoto Osamu, được đưa vào đai sách tập 5; Yamaguchi Takayuki, tác giả Kakugo no Susume và Shigurui, đã khen ngợi Thanh gươm diệt quỷ và đưa ra lời khuyến đọc bộ truyện trong một cuộc phỏng vấn năm 2018, vào khoảng thời gian bộ truyện ra tập thứ mười. Họa sĩ minh họa Tsukihime và Fate/stay night Nasu Kinoko gọi đây là một trong những manga mới yêu thích của mình. Diễn viên hài kiêm tiểu thuyết gia Matayoshi Naoki cũng dành lời khen cho bộ truyện.

#### Doanh số
Thanh gươm diệt quỷ là một trong những manga bán chạy nhất mọi thời đại. Tính đến tháng 2 năm 2019, 3,5 triệu bản Thanh gươm diệt quỷ được lưu hành trên toàn thế giới, hơn 10 triệu bản tính đến tháng 9 năm 2019, hơn 25 triệu bản tính đến tháng 12 năm 2019 và hơn 40 triệu bản tính đến tháng 2 năm 2020, trở thành manga bán chạy thứ năm trong lịch sử Oricon. Ngày 6 tháng 5 năm 2020, bộ truyện đã tiêu thụ hơn 60 triệu bản (tính cả định dạng kỹ thuật số). Ngày 22 tháng 5 năm 2020, báo chí đưa tin bộ truyện đã bán được 60,027 triệu bản in vật lý, trở thành manga thứ ba trong lịch sử Oricon bán được hơn 60 triệu bản in. Tháng 7 năm 2020, bộ truyện ghi nhận hơn 80 triệu bản được lưu hành, bao gồm 71 triệu bản in vật lý. Với tập 22 được phát hành vào ngày 2 tháng 10 năm 2020, manga cán mốc 100 triệu bản được tiêu thụ trong đó có 90,518 triệu bản in vật lý, qua đó trở thành bộ truyện thứ chín phát hành trên Weekly Shōnen Jump cán mốc 100 triệu bản được bán ra, sau Kochira Katsushika-ku Kameari Kōen-mae Hashutsujo, Hokuto no Ken, Dragon Ball, JoJo no Kimyō na Bōken, Slam Dunk, One Piece, Naruto và Bleach. Tháng 12 năm 2020, bộ truyện đã bán ra hơn 120 triệu bản (đã tính bản kỹ thuật số), trong đó có 102,892 triệu bản in vật lý, khiến Thanh gươm diệt quỷ trở thành manga thứ hai bán được hơn 100 triệu bản trong lịch sử của Oricon, sau khi One Piece đạt được thành tích này vào năm 2012. Tính đến tháng 2 năm 2021, manga đã ghi nhận hơn 150 triệu bản được lưu hành trên toàn thế giới (bao gồm cả định dạng kỹ thuật số).
Tháng 2 năm 2020, doanh số tuần đầu tiên của tập 19 ước tính rơi vào khoảng 1,378 triệu bản, biến Thanh gươm diệt quỷ trở thành manga thứ ba có một tập truyện đơn lẻ bán được hơn 1 triệu bản trong tuần đầu tiên, sau One Piece (45 lần) và Đại chiến Titan (2 lần). Tháng 5 năm 2020, bản thường và bản giới hạn của tập 20 bán được tổng cộng 1.990.249 bản in vật lý. Tháng 7 năm 2020, bản thường và bản giới hạn của tập 21 đã tiêu thụ tổng cộng 2.041.177 bản in vật lý. Tháng 10 năm 2020, tập 22 đứng thứ nhất trên bảng xếp hạng doanh số manga của Oricon trong bốn tuần liên tiếp, với 326.000 bản in được bán ra. Tháng 12 năm 2020, tập 23 và cũng là tập cuối cùng đã bán được 2,855 triệu bản trong tuần đầu tiên, con số lớn nhất trong mà bất kì tập truyện đơn lẻ nào đạt được trong vòng một tuần trong lịch sử Oricon. Tháng 1 năm 2021, báo chí đưa tin doanh số tích lũy của tập 8, 1 và 7 lần lượt là 5,03 triệu, 5,029 triệu và 5,009 triệu bản, là những tập truyện đơn lẻ đầu tiên bán được hơn 5 triệu bản trong lịch sử Oricon. Tập 23 là tập manga đầu tiên bán được hơn 4 triệu bản trên bảng xếp hạng doanh số bán niên của Oricon kể từ khi công ty bắt đầu công bố bảng xếp hạng này vào năm 2008. Tính đến tháng 5 năm 2021, 19 tập trong bộ truyện đều đã tiêu thụ được hơn 5 triệu bản mỗi tập.
Tháng 11 năm 2019, Shūeisha công bố rằng Thanh gươm diệt quỷ là manga bán chạy thứ hai của họ trong năm 2019 với 10,8 triệu tập được bán ra, chỉ đứng sau One Piece của Oda Eiichiro với 12,7 triệu tập. Tuy nhiên, manga của Gotōge đã xếp đầu trên bảng xếp hạng doanh số manga năm 2019 của Oricon với hơn 12 triệu bản được bán ra, trong khi One Piece đứng ở vị trí thứ 2 với hơn 10,1 triệu bản, do đó Thanh gươm diệt quỷ trở thành manga bán chạy nhất năm 2019.
Thanh gươm diệt quỷ là manga đầu tiên chiếm tất cả 10 vị trí đầu trong bảng xếp hạng manga hàng tuần của Oricon. Manga đã chiếm giữ top 10 trong suốt một tháng, đồng thời cũng là bộ truyện đầu tiên trong lịch sử của Oricon chiếm toàn bộ 19 vị trí đầu trên bảng xếp hạng này. Tháng 10 năm 2020, 22 tập của bộ truyện đã chiếm toàn bộ 22 vị trí đầu trong bảng xếp hạng nói trên. Đây là manga bán chạy nhất nửa đầu năm 2020 với 45,297,633 bản được tiêu thụ; tại thời điểm đó, hai mươi tập của Thanh gươm diệt quỷ (bao gồm cả tập 20 bản đặc biệt) đều nằm trong top 25 tập manga bán chạy nhất năm 2020. Hai mươi tập đầu của Thanh gươm diệt quỷ là cũng là những tập manga bán chạy nhất năm 2020, qua đó đưa bộ truyện trở thành loạt manga bán chạy nhất năm 2020 với 82.345.447 bản được tiêu thụ.
Nửa đầu năm 2021, Thanh gươm diệt quỷ là manga bán chạy nhất với hơn 26 triệu bản được tiêu thụ, trong đó bốn tập 18, 19, 22 và 23, ngoại truyện Kimetsu no Yaiba Gaiden và cuốn fanbook đầu tiên Kimetsu no Yaiba Kōshiki Fanbukku Kisatsutai Kenbunroku đều lọt top 25 tập manga bán chạy nhất. Tính cả năm 2021, đây là manga bán chạy thứ nhì năm 2021 với hơn 29,5 triệu bản, trong khi tập 23 và Kimetsu no Yaiba Gaiden lần lượt là tập manga bán chạy nhất và nhì. Fanbook thứ hai Kimetsu no Yaiba Kōshiki Fanbukku Kisatsutai Kenbunroku Ni và bốn tập khác của bộ manga đều nằm trong top 30 tập truyện bán chạy nhất.
Theo ICv2, Thanh gươm diệt quỷ là nhượng quyền thương mại manga bán chạy nhất mùa thu (tháng 9–tháng 12) năm 2021 tại Hoa Kỳ, đồng thời cũng là "thương hiệu manga có hiệu suất cao thứ hai" tại các kệ sách bán lẻ, dựa trên tính toán của trang web này xem manga nào có doanh số mỗi tập cao nhất.

#### Đánh giá chuyên môn
Trước khi manga được chuyển thể thành anime, Nicholas Dupree của Anime News Network đã đưa bộ truyện vào danh sách "Manga của Shonen Jump bị đánh giá thấp", viết: "Kimetsu có lẽ vẫn còn là một cái tên kỳ lạ trên tờ Jump nhưng nó đã thiết lập riêng cho mình một phong cách vững chắc hoàn toàn xứng đáng để ta chú ý đến." Rebecca Silverman cũng đến từ trang web trên đã chấm điểm B− cho tập 1, khen ngợi ý tưởng truyện và các nhân vật nhưng không hài lòng với nhịp độ truyện. Cô nhận xét rằng nét vẽ của Gotōge "không được trau chuốt kĩ càng và không có sự nhất quán", dẫu vậy vẫn dành lời khen cho những chi tiết nhỏ như trang phục của Tanjirō và Nezuko cho thấy thấy gia cảnh của hai anh em dù nghèo khó nhưng đầy tình yêu thương. Silverman kết luận rằng đây là tác phẩm của một tác giả đầy triển vọng và đặt nhiều kỳ vọng tích cực vào sự phát triển của bộ truyện. Leroy Douresseaux của ComicBookBin cho tập 1 số điểm 9/10. Ông khen ngợi bộ truyện vì "sự đơn giản trong cách truyền tải sức mạnh", giải thích rằng nét vẽ của Gotōge "đẹp" nhưng không quá chau chuốt cũng như các đoạn hội thoại và cách dẫn dắt câu chuyện đều rất dễ hiểu. Douresseaux dành lời khen cho các nhân vật và đưa ra lời khuyến đọc bộ truyện với những ai hâm mộ thể loại anh hùng đánh quỷ. Nick Smith của ICv2 chấm tập 1 điểm 4/5, nhận xét rằng cốt truyện được xây dựng rất tốt và các nhân vật đều rất có sức hút, nhưng bối cảnh thì "quá chết chóc đối để loài người có thể tồn tại trong đó." Smith cho rằng nét vẽ trong truyện đẹp nhưng không có gì đặc sắc và khuyên "những ai trong độ tuổi thanh thiếu niên và trưởng thành yêu thích các anh hùng chiến đấu chống lại cái ác kinh hoàng" nên đọc bộ truyện. Che Gilson của Otaku USA dành lời khen ngợi manga vì cốt truyện, cảnh hành động và sự phát triển nhân vật. Gilson cho rằng nét vẽ truyện có phần "cứng nhắc" nhưng không giống như một bản phác họa thô sơ hay tranh chép, bộ truyện "trông như thể được chạm khắc và in mộc bản." Gilson kết luận: "Với một cốt truyện và dàn nhân vật hấp dẫn, tập 1 khép lại bằng một kết thúc bỏ lửng sẽ khiến bạn cực kì ngóng chờ tập tiếp theo." Chris Beveridge của The Fandom Post phê bình chương đầu tiên là "quá nhiều chữ khi chỉ cần các cảnh hành động là đủ" và gọi đây là "một bộ truyện vẫn cần được phát triển." Sau khi xem bản chuyển thể anime, Melina Dargis cũng đến từ trang web trên cảm thấy cực kì say mê với cốt truyện và các nhân vật và quay review tập 2 của manga. Dù đã biết diễn biến phim nhưng Dargis nói rằng cô vẫn cảm thấy "rất sung sướng khi được sống lại nó một lần nữa [bằng việc đọc manga]" và kết luận: "Đây thực sự là một câu chuyện rất tuyệt vời và phù hợp với thị hiếu đám đông." Izumi Nobuyuki của Real Sound so sánh ý tưởng, bối cảnh và cấu trúc của bộ truyện với Phantom Blood và Battle Tendency – hai phần đầu manga JoJo no Kimyō na Bōken của Araki Hirohiko, và với tác phẩm Ushio to Tora của Fujita Kazuhiro.

### Light novel và các ấn phẩm khác
Năm 2019, Thanh gươm diệt quỷ: Đóa hoa hạnh phúc bán được khoảng 210.966 bản còn doanh số của Thanh gươm diệt quỷ: Cánh bướm khuyết là khoảng 196.674 bản. Hai cuốn tiểu thuyết lần lượt đứng thứ 3 và 4 trên bảng xếp hạng tổng thể về bunkobon của Oricon. Các light novel của thương hiệu Thanh gươm diệt quỷ bán chạy thứ 10 trong năm 2019 với 407.640 bản được tiêu thụ. Sau lần tái bản tháng 2 năm 2020, tổng cộng đã có 1,16 triệu bản được bán ra, khiến các cuốn tiểu thuyết trên trở thành thương hiệu light novel mang nhãn "Jump J-Books" của Shūeisha đạt 1 triệu bản nhanh nhất. Hai light novel trên là những tiểu thuyết bán chạy nhất nửa đầu năm 2020 với tổng cộng 1.199.863 bản bán ra, đồng thời cũng bán chạy nhất năm 2020 với 2.752.593 bản. Light novel thương hiệu Thanh gươm diệt quỷ tiếp tục duy trì thành tích này trong nửa đầu năm 2021 với 651.358 bản, trong khi ba light novel (hai cuốn nói trên và Kimetsu no Yaiba: Kaze no Michishirube) và tiểu thuyết Thanh gươm diệt quỷ: Chuyến tàu vô tận (cùng bản mirai bunko của nó), đều nằm trong số những tiểu thuyết bán chạy nhất nửa đầu năm 2021. Ba light novel nói trên lọt top 5 light novel bán chạy nhất năm 2021, đưa Thanh gươm diệt quỷ trở thành thương hiệu light novel bán chạy nhất với 776.320 bản được tiêu thụ. Xê-ri tiểu thuyết dạng mirai bunko dựa trên nội dung các tiểu phần trong manga (bao gồm cả bản mirai bunko của tiểu thuyết chuyển thể từ phim Chuyến tàu vô tận) đã bán được 840.000 bản tính đến ngày 21 tháng 4 năm 2021.
Bốn ấn phẩm có liên quan đến Thanh gươm diệt quỷ cũng nằm trong số những cuốn sách bán chạy nhất năm 2021: cuốn art book Kimetsu no Yaiba Gotōge Koyoharu Gashū Ikuseisо̄ đứng thứ ba với 491.007 bản được bán ra; Kimetsu no Yaiba Nuriechō -Ao- xếp thứ bảy với 414.523 bản; Kimetsu no Yaiba Nuriechō -Aka- đứng thứ 9 với 370.460 bản; cuốn character book chính thức thứ ba của anime đứng thứ 13 với 278.531 bản. Doanh số hơn 1,4 triệu bản bán tiểu thuyết và các ấn phẩm khác giúp Gotōge đứng thứ hai trên bảng xếp hạng sách nói chung của năm 2021.
Tháng 5 năm 2020, Thanh gươm diệt quỷ: Đóa hoa hạnh phúc đứng thứ 10 trong cuộc bình chọn sách thiếu nhi được yêu thích nhất, có sự tham gia của 250.000 học sinh tiểu học.

### Anime

#### Đánh giá chuyên môn
Viết cho Monsters and Critics, Patrick Frye nhận định rằng bản chuyển thể anime được "khen ngợi [về] chất lượng đồ họa hoạt hình và các cảnh chiến đấu nối tiếp nhau được tích hợp hiệu ứng kỹ thuật số một cách hoàn hảo", đồng thời nhắc tới việc "vài người hâm mộ đã phàn nàn rằng nhịp độ câu chuyện có phần kì lạ do sự xuất hiện của các cảnh hồi tưởng hoặc cảnh có tốc độ chậm, nhưng hẳn ai ai cũng sẽ đồng ý rằng một khi các cảnh hành động bắt đầu, mọi thứ thật tuyệt vời." Viết cho Anime News Network, James Beckett đã nêu bật tập 19, gọi đây là "một tập phim đầy kịch tính xứng đáng được nhiệt liệt vỗ tay tán thưởng, cho thấy tay nghề đáng nể của các nhà sản xuất ở ufotable khi cho ra những cảnh hành động xuất sắc gần như không có đối thủ."
Loạt phim Thanh gươm diệt quỷ được coi là một trong những anime hay nhất thập niên 2010. Austen Goslin của Polygon viết: "Trong vòng 10 năm qua, chỉ có một số ít phim dám thẳng thắn tập trung vào các cảnh chiến đấu mà không ngại chỉ trích, và không có bất cứ ai trong số đó làm tốt như Thanh gươm diệt quỷ ". Crunchyroll liệt bộ phim vào danh sách "Top 25 anime hay nhất thập niên 2010", với lời nhận xét của nhà phê bình Daniel Dockery: "Dựa trên lối chỉ đạo các cảnh hành động đỉnh cao và những khoảnh khắc xúc động đôi khi được thể hiện rất nhẹ nhàng, khi thì không, và cả nhân vật Inosuke vô cùng giàu tiềm năng meme nữa, có thể nói Thanh gươm diệt quỷ chính là một kỳ quan đáng chiêm ngưỡng". Viết cho Comic Book Resources, Sage Ashford xếp loạt anime đứng thứ hai trong danh sách "10 anime hay nhất thập kỉ qua" của mình, dành lời khen cho khâu hoạt họa và các nhân vật chính, gọi họ là "những nam và nữ chính dễ mến nhất thập kỷ". IGN cũng gọi tên Thanh gươm diệt quỷ trong số những anime hay nhất thập niên 2010. Japan Web Magazine đã xếp loạt phim vào vị trí thứ nhất trong danh sách "30 anime hay nhất mọi thời đại".

#### Thành tựu
Số tháng 2 năm 2020 của tạp chí Animedia đưa tin các nhân vật của loạt phim đã nhận được 11 giải thưởng tại lễ trao giải Animedia Character Awards 2019, là kỉ lục trong lịch sử của Animedia về số giải thưởng đạt được trong một năm duy nhất. Trong một khảo sát được thực hiện bởi Kadokawa Game Linkage về bộ phim khiến khán giả hài lòng nhất năm 2019, Thanh gươm diệt quỷ đã xếp vị trí đầu tiên; khảo sát này cũng cho biết lượng người xem tập cuối đã tăng 1,4 triệu so với tập đầu. Tháng 4 năm 2020, anime đã giành giải Nhất và giải Gương mặt mới tại lễ trao giải Nhân vật Nhật Bản do Hiệp hội Cấp phép Thương hiệu Nhân vật Nhật Bản (CBLA) tổ chức. Năm 2020, anime là một trong năm chủ nhân của Giải thưởng Thành tựu Đặc biệt tại lễ trao giải lần thứ 62 của Hiệp hội Ghi âm Nhật Bản.

### Giải thưởng và đề cử

#### Manga
| Năm  | Giải                                                    | Hạng mục                 | Kết quả   | Chú thích |
| ---- | ------------------------------------------------------- | ------------------------ | --------- | --------- |
| 2020 | Giải BookWalker                                         | Giải Nhất                | Đoạt giải | [ 250 ]   |
| 2020 | Giải thưởng Văn hóa Tezuka Osamu thường niên lần thứ 24 | Giải Văn hóa             | Đề cử     | [ 159 ]   |
| 2021 | Giải thưởng Văn hóa Tezuka Osamu thường niên lần thứ 25 | Giải Văn hóa             | Đề cử     | [ 160 ]   |
| 2021 | Giải thưởng Văn hóa Tezuka Osamu thường niên lần thứ 25 | Giải Đặc biệt            | Đoạt giải | [ 161 ]   |
| 2021 | Giải thưởng của Hiệp hội Nghệ sĩ Hoạt họa Nhật Bản      | Giải Nhất hạng mục Manga | Đoạt giải | [ 167 ]   |
| 2021 | Giải Seiun lần thứ 52                                   | Manga hay nhất           | Đề cử     | [ 166 ]   |

#### Anime
| Năm  | Giải                                            | Hạng mục                               | Kết quả   | Đề cử cho                         | Chú thích |
| ---- | ----------------------------------------------- | -------------------------------------- | --------- | --------------------------------- | --------- |
| 2019 | Giải Anime Newtype                              | Tác phẩm xuất sắc nhất                 | Đoạt giải | Thanh gươm diệt quỷ               | [ 251 ]   |
| 2019 | Giải Anime Newtype                              | Nhân vật xuất sắc nhất (nam)           | Đoạt giải | Kamado Tanjirō                    | [ 251 ]   |
| 2019 | Giải Anime Newtype                              | Nhân vật xuất sắc nhất (nữ)            | Đoạt giải | Kamado Nezuko                     | [ 251 ]   |
| 2019 | Giải Anime Newtype                              | Nam diễn viên lồng tiếng xuất sắc nhất | Đoạt giải | Hanae Natsuki vai Kamado Tanjirō  | [ 251 ]   |
| 2019 | Giải Anime Newtype                              | Nam diễn viên lồng tiếng xuất sắc nhất | Hạng 5    | Shimono Hiro vai Agatsuma Zenitsu | [ 251 ]   |
| 2019 | Giải Anime Newtype                              | Nữ diễn viên lồng tiếng xuất sắc nhất  | Đoạt giải | Kitō Akari vai Kamado Nezuko      | [ 251 ]   |
| 2019 | Giải Anime Newtype                              | Nữ diễn viên lồng tiếng xuất sắc nhất  | Hạng 2    | Komatsu Mikako vai Susamaru       | [ 251 ]   |
| 2019 | Giải Anime Newtype                              | Nữ diễn viên lồng tiếng xuất sắc nhất  | Hạng 4    | Hayami Saori vai Kochō Shinobu    | [ 251 ]   |
| 2019 | Giải Anime Newtype                              | Nữ diễn viên lồng tiếng xuất sắc nhất  | Hạng 5    | Hanazawa Kana vai Kanroji Mitsuri | [ 251 ]   |
| 2019 | Giải Anime Newtype                              | Ca khúc chủ đề hay nhất                | Đoạt giải | Gurenge bởi LiSA                  | [ 251 ]   |
| 2019 | Giải Anime Newtype                              | Đạo diễn xuất sắc nhất                 | Đoạt giải | Sotozaki Haruo                    | [ 251 ]   |
| 2019 | Giải Anime Newtype                              | Thiết kế nhân vật xuất sắc nhất        | Đoạt giải | Gotōge Koyoharu                   | [ 251 ]   |
| 2019 | Giải Anime Newtype                              | Linh vật xuất sắc nhất                 | Hạng 2    | Chuntaro                          | [ 251 ]   |
| 2019 | Giải Anime Newtype                              | Kịch bản hay nhất                      | Hạng 2    | Ufotable                          | [ 251 ]   |
| 2019 | Giải Anime Newtype                              | Nhạc phim hay nhất                     | Hạng 2    | Kajiura Yuki, Shiina Go           | [ 251 ]   |
| 2019 | Giải Anime Grand Prix                           | Giải Nhất                              | Đoạt giải | Thanh gươm diệt quỷ               | [ 252 ]   |
| 2019 | Giải Anime Grand Prix                           | Nhân vật xuất sắc nhất (nam)           | Đoạt giải | Kamadao Tanjirō                   | [ 252 ]   |
| 2019 | Giải Anime Grand Prix                           | Nhân vật xuất sắc nhất (nam)           | Hạng 2    | Tomioka Giyū                      | [ 252 ]   |
| 2019 | Giải Anime Grand Prix                           | Nhân vật xuất sắc nhất (nữ)            | Hạng 2    | Kamado Nezuko                     | [ 252 ]   |
| 2019 | Giải Anime Grand Prix                           | Nhân vật xuất sắc nhất (nữ)            | Hạng 3    | Kochō Shinobu                     | [ 252 ]   |
| 2019 | Giải Anime Grand Prix                           | Nam diễn viên lồng tiếng xuất sắc nhất | Đoạt giải | Hanae Natsuki vai Kamado Tanjirō  | [ 252 ]   |
| 2019 | Giải Anime Grand Prix                           | Ca khúc chủ đề hay nhất                | Đoạt giải | Gurenge bởi LiSA                  | [ 252 ]   |
| 2020 | Giải thưởng Hiệp hội Ghi âm Nhật Bản lần thứ 62 | Giải Nhất                              | Đoạt giải | LiSA – "Homura" (炎, "Ngọn lửa")  | [ 253 ]   |
| 2020 | Giải thưởng Hiệp hội Ghi âm Nhật Bản lần thứ 62 | Giải Tác phẩm Xuất sắc                 | Đoạt giải | LiSA – "Homura"                   | [ 253 ]   |
| 2020 | Giải thưởng Hiệp hội Ghi âm Nhật Bản lần thứ 62 | Giải Thành tựu Đặc biệt                | Đoạt giải | Thanh gươm diệt quỷ               | [ 253 ]   |
| 2020 | Giải Anime Tokyo 2020                           | Đồ họa hoạt hình của năm               | Đoạt giải | Thanh gươm diệt quỷ               | [ 254 ]   |
| 2020 | Giải Anime Tokyo 2020                           | Kịch bản & cốt truyện gốc hay nhất     | Đoạt giải | Gotōge Koyoharu (tác giả)         | [ 254 ]   |
| 2020 | Giải Anime Tokyo 2020                           | Họa sĩ diễn hoạt xuất sắc nhất         | Đoạt giải | Matsushima Akira                  | [ 255 ]   |
| 2020 | Giải Anime Tokyo 2020                           | Giải Âm thanh và Trình diễn            | Đoạt giải | Kajiura Yuki                      | [ 255 ]   |
| 2020 | Giải Anime Crunchyroll                          | Cảnh chiến đấu hay nhất                | Đoạt giải | Tanjirō & Nezuko vs. Rui          | [ 256 ]   |
| 2020 | Giải Anime Crunchyroll                          | Nhân vật xuất sắc nhất (nam)           | Đoạt giải | Kamado Tanjirō                    | [ 256 ]   |
| 2020 | Giải Anime Crunchyroll                          | Anime của năm                          | Đoạt giải | Thanh gươm diệt quỷ               | [ 256 ]   |
| 2020 | Giải Seiyū lần thứ 14                           | Nam diễn viên chính xuất sắc nhất      | Đoạt giải | Hanae Natsuki vai Kamado Tanjirō  | [ 257 ]   |
| 2020 | Giải Seiyū lần thứ 14                           | Giải Synergy                           | Đoạt giải | Thanh gươm diệt quỷ               | [ 257 ]   |
| 2020 | Giải Anime Grand Prix                           | Nhân vật xuất sắc nhất (nam)           | Đoạt giải | Rengoku Kyōjurō                   | [ 252 ]   |
| 2020 | Giải Anime Grand Prix                           | Ca khúc chủ đề hay nhất                | Đoạt giải | "Homura" bởi LiSA                 | [ 252 ]   |
| 2021 | Giải Anime Tokyo 2021                           | Họa sĩ diễn hoạt xuất sắc nhất         | Đoạt giải | Matsushima Akira                  | [ 258 ]   |
| 2021 | Giải Anime Tokyo 2021                           | Đạo diễn xuất sắc nhất                 | Đoạt giải | Sotozaki Haruo                    | [ 258 ]   |
| 2021 | Giải Anime Tokyo 2021                           | Giải Âm thanh và Trình diễn            | Đoạt giải | Kajiura Yuki                      | [ 258 ]   |
| 2021 | Giải Seiyū lần thứ 15                           | Giải Vinh danh Đặc biệt                | Đoạt giải | Thanh gươm diệt quỷ               | [ 259 ]   |

## Chú giải
1. ↑  Adult Swim công chiếu loạt phim vào thứ Bảy lúc 1:30 sáng (25:30) ET/PT, do đó đã bước sang ngày Chủ nhật.[80]
2. ↑  Theo Anime News Network, Thanh gươm diệt quỷ là manga thứ 8 của tờ Weekly Shōnen Jump cán mốc 100 triệu bản được tiêu thụ,[187] tuy nhiên họ đã không tính Hokuto no Ken, một manga khác cũng đăng trên tờ Jump đã bán được 100 triệu bản.[188]
3. ↑  Oricon không tính định dạng kỹ thuật số của manga.[185]